# Arthur Apfel
Arthur Apfel (Joanesburgo, África do Sul, 29 de outubro de 1922) é um ex-patinador artístico britânico, que competiu no individual masculino. Ele conquistou uma medalha de bronze em campeonatos mundiais e foi campeãos do campeonato nacional britânico.

## Principais resultados

### Individual masculino
| Resultados           | Resultados        | Resultados    | Resultados    | Resultados    | Resultados    | Resultados    | Resultados    | Resultados    | Resultados    | Resultados    | Resultados    | Resultados    | Resultados    | Resultados    |
| Internacional        | Internacional     | Internacional | Internacional | Internacional | Internacional | Internacional | Internacional | Internacional | Internacional | Internacional | Internacional | Internacional | Internacional | Internacional |
| Evento/Temporada     | 1946– 1947        |               |               |               |               |               |               |               |               |               |               |               |               |               |
| -------------------- | ----------------- | ------------- | ------------- | ------------- | ------------- | ------------- | ------------- | ------------- | ------------- | ------------- | ------------- | ------------- | ------------- | ------------- |
| Campeonato Mundial   | Medalha de bronze |               |               |               |               |               |               |               |               |               |               |               |               |               |
| Campeonato Europeu   | 4.º               |               |               |               |               |               |               |               |               |               |               |               |               |               |
| Nacional             |                   |               |               |               |               |               |               |               |               |               |               |               |               |               |
| Campeonato Britânico | Medalha de ouro   |               |               |               |               |               |               |               |               |               |               |               |               |               |
|                      |                   |               |               |               |               |               |               |               |               |               |               |               |               |               |